# Хризостом (Каламатианос)
Митрополит Хризостом (греч. Μητροπολίτης Χρυσόστομος, в миру Кириакос Каламатианос, греч. Κυριάκος Καλαματιανός; род. 18 января 1930, Халкида, Греция) — епископ Константинопольской православной церкви, митрополит Мифимнийский (с 1984).

## Биография
Родился 1 января 1930 года в Халкиде, в Греции.
Был пострижен в монашество с наречением имени Хризостом, а 3 октября 1954 года рукоположен в сан иеродиакона. 23 июля 1967 года был рукоположен в сан иеромонаха.
В 1971 году окончил Богословскую школу Афинского университета.
6 мая 1984 года рукоположен в сан епископа и возведён в достоинство митрополита Мифимнийского. В 2011 году временно управлял Хиосской митрополией.